# 安茹地区隆格内
安茹地区隆格内（法語：Longuenée-en-Anjou，法語發音：[lɔ̃ɡne ɑ̃.n‿ɑ̃ʒu] ⓘ）是法国曼恩-卢瓦尔省的一个市镇，位于该省中部偏北，属于昂热区。

## 地名
安茹（Anjou）为法国历史上的一个行省，现大致为曼恩-卢瓦尔省全境。“隆格内”（Longuenée）则是指隆格内森林，其为曼恩-卢瓦尔省的一片森林。

## 历史
安茹地区隆格内成立于2016年1月1日，由以下4个市镇合并而成：
- 拉芒布罗勒-叙隆格内（La Membrolle-sur-Longuenée）
- 拉梅尼亚讷（La Meignanne）
- 勒普莱西马塞（Le Plessis-Macé）
- 普吕耶（Pruillé）

其中政府驻地为拉芒布罗勒-叙隆格内。

## 地理
安茹地区隆格内（47°33'43"N, 0°40'22"W）面积53.5 平方千米，位于法国卢瓦尔河地区大区曼恩-卢瓦尔省，该省份为法国西部内陆省份，大致对应安茹地区，北起顺时针与马耶讷省、萨尔特省、安德尔-卢瓦尔省、维埃纳省、德塞夫勒省、旺代省、大西洋卢瓦尔省和伊勒-维莱讷省接壤。
与安茹地区隆格内接壤的市镇（或旧市镇、城区）包括：格雷-讷维尔、弗讷、蒙特勒伊-瑞涅、圣克莱芒-德拉普拉斯、安茹地区埃德尔、索当茹、圣朗贝尔拉波特里、阿夫里耶、博库泽。
安茹地区隆格内的时区为UTC+01:00、UTC+02:00（夏令时）。

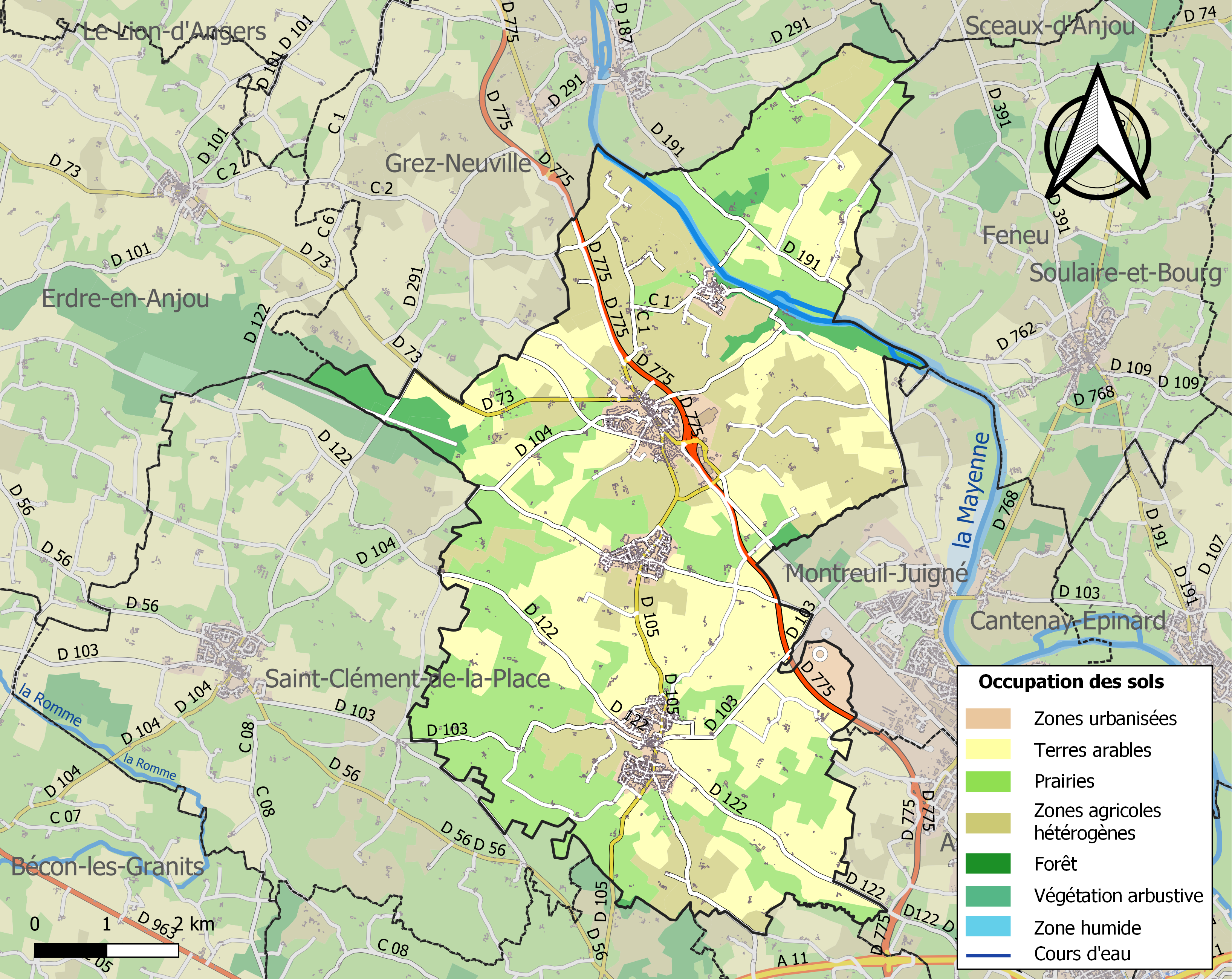
安茹地区隆格内的OSM定位图

## 行政
安茹地区隆格内的邮政编码为49770、49220，INSEE市镇编码为49200。

## 政治
安茹地区隆格内所属的省级选区为昂热第四县、蒂耶尔塞县。

## 人口
安茹地区隆格内于2022年1月1日时的人口数量为6453人。